# Трансцендентное число
Трансценде́нтное число́ (от лат. transcendens — переходящее за предел, превосходящее) — это вещественное или комплексное число, не являющееся алгебраическим — иными словами, число, которое не может быть корнем многочлена с целочисленными коэффициентами (не равного тождественно нулю). Можно также заменить в определении многочлены с целочисленными коэффициентами на многочлены с рациональными коэффициентами, поскольку корни у них одни и те же.

## Свойства
Все комплексные числа делятся на два непересекающихся класса — алгебраические и трансцендентные. С точки зрения теории множеств, трансцендентных чисел гораздо больше, чем алгебраических: множество трансцендентных чисел континуально, а множество алгебраических счётно.
Каждое трансцендентное вещественное число является иррациональным, но обратное неверно. Например, число {\displaystyle {\sqrt {2}}} — иррациональное, но не трансцендентное: оно является корнем уравнения {\displaystyle x^{2}-2=0} (и потому является алгебраическим).
В отличие от множества алгебраических чисел, которое является полем, трансцендентные числа не образуют никакой алгебраической структуры относительно арифметических операций — результат сложения, вычитания, умножения и деления трансцендентных чисел может быть как трансцендентным, так и алгебраическим числом. Однако некоторые ограниченные способы получить трансцендентное число из другого трансцендентного существуют.
1. Если {\displaystyle t} — трансцендентное число, то {\displaystyle -t} и {\displaystyle 1/t} также трансцендентны.
2. Если {\displaystyle a} — ненулевое алгебраическое число, а {\displaystyle t} — трансцендентное число, то {\displaystyle a\pm t,\ at,\ a/t,\ t/a} трансцендентны.
3. Если {\displaystyle t} — трансцендентное число, а {\displaystyle n} — натуральное число, то {\displaystyle t^{\pm n}} и {\displaystyle {\sqrt[{n}]{t}}} трансцендентны.

Мера иррациональности почти всякого (в смысле меры Лебега) трансцендентного числа равна 2.

## Примеры трансцендентных чисел
- Число {\displaystyle \pi } (Ф. фон Линдеман, 1882).
- Число {\displaystyle e} (Ш. Эрмит, 1873).
- Постоянная Гельфонда {\displaystyle e^{\pi }} (А. О. Гельфонд, 1934).
- {\displaystyle \pi +e^{\pi }}, {\displaystyle \pi e^{\pi }} (Ю. В. Нестеренко, 1996).
- Десятичный логарифм любого натурального числа[3], кроме чисел вида {\displaystyle 10^{n}}.
- {\displaystyle \sin a,\cos a} и {\displaystyle \mathrm {tg} \,a}, для любого ненулевого алгебраического числа {\displaystyle a} (по теореме Линдемана — Вейерштрасса).

## История
Впервые понятие трансцендентного числа (и сам этот термин) ввёл Леонард Эйлер в труде «De relation inter tres pluresve quantitates instituenda» (1775 год). Эйлер занимался этой темой ещё в 1740-е годы; он заявил, что значение логарифма {\displaystyle \log _{a}{b}} для рациональных чисел {\displaystyle a,b} не является алгебраическим («радикальным», как тогда говорили), за исключением случая, когда {\displaystyle b=a^{c}} для некоторого рационального {\displaystyle c.} Это утверждение Эйлера оказалось верным, но не было доказано вплоть до XX века.
Существование трансцендентных чисел доказал Жозеф Лиувилль в 1844 году, когда опубликовал теорему о том, что алгебраическое число невозможно слишком хорошо приблизить рациональной дробью. Лиувилль построил конкретные примеры («числа Лиувилля»), ставшие первыми примерами трансцендентных чисел.
В 1873 году Шарль Эрмит доказал трансцендентность числа e, основания натуральных логарифмов. В 1882 году Линдеман доказал теорему о трансцендентности степени числа e с ненулевым алгебраическим показателем, тем самым доказав трансцендентность числа {\displaystyle \pi } и неразрешимость задачи квадратуры круга.
В 1900 году на II Международном конгрессе математиков Гильберт в числе сформулированных им проблем сформулировал седьмую проблему: «Если {\displaystyle a\neq 0,1}, {\displaystyle a} — алгебраическое число, и {\displaystyle b} — алгебраическое, но иррациональное, верно ли, что {\displaystyle a^{b}} — трансцендентное число?» В частности, является ли трансцендентным число {\displaystyle 2^{\sqrt {2}}}. Эта проблема была решена в 1934 году Гельфондом, который доказал, что все такие числа действительно являются трансцендентными.

## Вариации и обобщения
В теории Галуа рассматривается более общее определение: элемент расширения поля P трансцендентный, если он не является корнем многочлена над P.
Существует аналог теории трансцендентных чисел для многочленов с целочисленными коэффициентами, определённых на поле p-адических чисел.

## Некоторые открытые проблемы
- Неизвестно, является ли число {\displaystyle \ln \pi } рациональным или иррациональным, алгебраическим или трансцендентным[7].
- Неизвестна мера иррациональности для чисел {\displaystyle \ln 2,\ln 3}[8].